# Уитмор, Теодор
Теодо́р Э́кклстон Уи́тмор (англ. Theodore Eccleston Whitmore; род. 5 августа 1972, Монтего-Бей, Корнуолл) — ямайский футболист, полузащитник.

## Клубная карьера
Теодор Уитмор родился 5 августа 1972 года в городе Монтего-Бей. Он воспитывался в команде «Монтего-Бей», после чего в 1994 году недолго поиграл за южноафриканский «Кейптаун Сперс».
В сезоне 1996/97 выступал за клуб третьего ямайского дивизиона «Вайолет Кикерс», после чего перешёл в «Себа Юнайтед» из главного чемпионата страны.
В 1999 году после недельного просмотра подписал контракт с английским «Халл Сити», выступавшим в четвёртом по уровню дивизионе страны. Здесь Теодор стал выступать вместе с соотечественником и партнёром по сборной Иэном Гудисоном. Уитмор дебютировал за «тигров» в матче Кубка Англии против клуба «Маклсфилд Таун», а в дебютной игре чемпионата против «Рочдейла» Теодор забил свой первый гол в составе команды. Всего ямаец отыграл за этот клуб три сезона. Большую часть времени, проведённого в составе «Халл Сити», был основным игроком команды, сыграв 77 игр в чемпионате, однако серьёзных результатов не достиг, поскольку команда находилась в подвале английской футбольной лиги и боролась с финансовыми трудностями.
В сезоне 2002/03 Уитмор снова стал играть за клуб «Себа Юнайтед», после чего вернулся в Великобританию, став игроком шотландского «Ливингстона», а в июне 2004 года подписал контракт с «Транмир Роверс». В январе 2006 года контракт был разорван по взаимному согласию, и Уитмор вернулся на Ямайку, чтобы снова стать игроком «Себа Юнайтед», где и завершил игровую карьеру в 2008 году.

## Карьера в сборной
В ноябре 1993 года дебютировал в официальных матчах в составе сборной Ямайки в товарищеском матче против сборной США (0:1), выйдя на замену в конце матча вместо Гектора Райта.
Он был одним из ключевых игроков сборной во второй половине 1990-х годов и помог команде квалифицироваться на свой первый и пока единственный чемпионат мира 1998 года во Франции. Хотя на турнире Ямайка потеряла шансы на выход в плей-офф после второго тура, Уитмор забил два гола в последнем туре против Японии (2:1). В том же году он был назван футболистом года на Карибах.
Кроме того, Уитмор трижды играл в составе сборной на Золотых кубках КОНКАКАФ — в 1998, 2000 и 2003 годах.
Свой последний международный матч он провёл также против США (1:1) 17 ноября 2004 в рамках квалификации на чемпионат мира 2006 года, в котором он был заменён на Джейсона Юэлла на 72-й минуте. Всего в течение карьеры в национальной команде, которая длилась 12 лет, он провёл в форме главной команды страны 120 матчей, забив 24 гола.

## Тренерская карьера
Уитмор начал тренерскую карьеру в 2006 году в клубе «Себа Юнайтед», в котором выполнял функцию играющего тренера.
В ноябре 2007 года после увольнения тренера сборной Ямайки Боры Милутиновича Теодор был назначен исполняющим обязанности главного тренера сборной. Под его руководством Ямайка выиграла оба товарищеских матча против Сальвадора и Гватемалы. После этого Теодор Уитмор стал помощником нового тренера Ямайки бразильца Рене Симойнса.
После увольнения Симойнса 11 сентября 2008 года за неудачные результаты после третьего круга квалификации на чемпионат мира 2010 Уитмор был вновь назначен исполняющим обязанности главного тренера. Команда под его руководством снова выиграла оба матча, но на этот раз официальные в рамках квалификации против лидеров группы Мексики и Гондураса (оба по 1:0). Несмотря на это, в ноябре главным тренером был назначен Джон Барнс, а Уитмор вернулся на должность ассистента.
В июне 2009 года Джон Барнс покинул пост, чтобы занять место тренера «Транмир Роверс», а Уитмор в очередной раз стал тренером сборной Ямайки, однако на этот раз на полноценной основе. В следующем месяце он повёз сборную на Золотой кубок КОНКАКАФ 2009, где она не смогла выйти из группы. Через два года на Золотом кубке КОНКАКАФ 2011 ему со сборной удалось выиграть группу, но в первом же раунде плей-офф ямайцы уступили США. В июне 2013 года, когда его команда занимала последнее место в группе отбора на чемпионат мира 2014 года за 4 тура до конца, Уитмор подал в отставку.
С февраля 2014 года по декабрь 2015 Уитмор работал с молодёжной сборной Ямайки.
В сентябре 2016 года, после увольнения Винфрида Шефера, Уитмор вновь был назначен главным тренером сборной Ямайки, с которой в следующем году стал финалистом Карибского кубка, что позволило команде квалифицироваться на Золотой кубок КОНКАКАФ 2017 в США. Ямайка вышла в финал этого турнира, в котором проиграла США (1:2).

## Статистика

### Голы за сборную
| #      | Дата             | Город                         | Соперник                 | Результат | Турнир                               | Голов |
| ------ | ---------------- | ----------------------------- | ------------------------ | --------- | ------------------------------------ | ----- |
| 1      | 21 июля 1995     | Монтего-Бей, Ямайка           | Куба                     | 1:2       | Карибский кубок 1995                 | 1     |
| 2      | 23 июля 1995     | Кингстон, Ямайка              | Тринидад и Тобаго        | 2:3       | Карибский кубок 1995                 | 1     |
| 3      | 6 августа 1995   | Торонто, Канада               | Тринидад и Тобаго        | 2:3       | Карибский кубок 1995                 | 1     |
| 4      | 31 марта 1996    | Парамарибо, Суринам           | Суринам                  | 1:0       | Квалификация на Чемпионат мира 1998  | 1     |
| 5      | 30 июня 1996     | Кингстон, Ямайка              | Барбадос                 | 2:0       | Квалификация на Чемпионат мира 1998  | 1     |
| 6      | 15 сентября 1996 | Кингстон, Ямайка              | Гондурас                 | 3:0       | Квалификация на Чемпионат мира 1998  | 1     |
| 7, 8   | 10 ноября 1996   | Кингстон, Ямайка              | Сент-Винсент и Гренадины | 5:0       | Квалификация на Чемпионат мира 1998  | 2     |
| 9, 10  | 4 мая 1997       | Ораньестад, Аруба             | Аруба                    | 6:0       | Квалификация на Карибский кубок 1997 | 2     |
| 11     | 29 июня 1997     | Кингстон, Ямайка              | Куба                     | 3:0       | Товарищеский матч                    | 1     |
| 12     | 8 июля 1997      | Сент-Джонс, Антигуа и Барбуда | Антигуа и Барбуда        | 2:0       | Карибский кубок 1997                 | 1     |
| 13     | 10 июля 1997     | Сент-Джонс, Антигуа и Барбуда | Тринидад и Тобаго        | 1:1       | Карибский кубок 1997                 | 1     |
| 14, 15 | 26 июня 1998     | Лион, Франция                 | Япония                   | 2:1       | Чемпионат мира 1998                  | 2     |
| 16, 17 | 22 июля 1998     | Кингстон, Ямайка              | Каймановы Острова        | 2:2       | Карибский кубок 1998                 | 2     |
| 18     | 5 марта 1999     | Гватемала, Гватемала          | Парагвай                 | 1:3       | Кубок Гватемалы                      | 1     |
| 19     | 7 марта 1999     | Гватемала, Гватемала          | Гватемала                | 4:2       | Кубок Гватемалы                      | 1     |
| 20     | 31 марта 1999    | Кингстон, Ямайка              | Парагвай                 | 3:0       | Товарищеский матч                    | 1     |
| 21     | 9 мая 1999       | Кингстон, Ямайка              | ЮАР                      | 1:1       | Товарищеский матч                    | 1     |
| 22     | 16 января 2000   | Гуанчжоу, Китай               | Новая Зеландия           | 2:1       | Турнир четырёх наций 2000            | 1     |
| 23     | 23 июля 2000     | Кингстон, Ямайка              | Гондурас                 | 3:1       | Квалификация на Чемпионат мира 2002  | 1     |
| 24     | 9 октября 2004   | Панама, Панама                | Панама                   | 1:1       | Квалификация на Чемпионат мира 2006  | 1     |

### Тренерская
| Команда        | С                | По              | Матчей | В  | Н  | П  | В %    |
| -------------- | ---------------- | --------------- | ------ | -- | -- | -- | ------ |
| Себа Юнайтед   | 16 августа 2006  | 16 июня 2008    | ?      | ?  | ?  | ?  | ?      |
| Ямайка         | 11 ноября 2007   | 31 декабря 2007 | 2      | 2  | 0  | 0  | 100.00 |
| Ямайка         | 11 сентября 2008 | 20 ноября 2008  | 3      | 3  | 0  | 0  | 100.00 |
| Ямайка         | 9 июня 2009      | 12 июня 2013    | 53     | 23 | 9  | 21 | 43.40  |
| Ямайка (до 20) | 26 февраля 2014  | 31 декабря 2015 | 10     | 1  | 3  | 6  | 10.00  |
| Ямайка         | 26 сентября 2016 | 9 декабря 2021  | 13     | 6  | 4  | 3  | 46.10  |
| Всего          | Всего            | Всего           | 79     | 31 | 16 | 30 | 39.20  |

## Достижения
В качестве игрока
- Карибский кубок (2): 1998, 2005

В качестве тренера
- Карибский кубок (1): 2010

## Личная жизнь
Уитмор получил травмы в автомобильной аварии, которая привела к смерти его товарища по сборной Стивена Малькольма. После аварии он был обвинён в непредумышленном убийстве, но был впоследствии оправдан.
В ноябре 2013 года 14-летний сын Уитмора Джавейн умер после того, как врезался в автомобиль во время езды на велосипеде.